# 川﨑龍
川﨑 龍（かわさき りょう、1991年 - ）は、日本の作曲家、編曲家、ピアニスト。ドライブ所属。

## 略歴
東京芸術大学作曲科在学中より、アニメソングやテレビCM音楽の作・編曲を手がける。2015年よりドライブに所属。
「Lithographs」名義のソロプロジェクトを開始し、2021年5月11日にアルバム『RETROUVÉ』をリリースした。

## 主な作品

### アニメ
2016年
- ルガーコード1951
- 霊剣山 星屑たちの宴
- Fate/Grand Order -First Order-

2017年
- 霊剣山 叡智への資格
- THE REFLECTION（音楽はトレヴァー・ホーン）PV音楽
- 将国のアルタイル
- Fate/Grand Order -MOONLIGHT/LOSTROOM-

2018年
- ムヒョとロージーの魔法律相談事務所
- BAKUMATSU

2019年
- BAKUMATSUクライシス（坂部剛と共作）
- Fate/Grand Order -絶対魔獣戦線バビロニア-（芳賀敬太と共作）

2020年
- 遊☆戯☆王SEVENS

2021年
- 不滅のあなたへ
- Fate/Grand Order -冠位時間神殿ソロモン-（芳賀敬太と共作）

2022年
- テルマエ・ロマエ ノヴァエ
- 遊☆戯☆王ゴーラッシュ!!
- ロマンティック・キラー（狐野智之と共作）

2024年
- ムーンライズ
- 黒執事 -寄宿学校編-
- 甘神さんちの縁結び（狐野智之と共作）

2025年
- ブサメンガチファイター

### テレビCM音楽
- DENSO TVCM アスリート編
- Gulliver TVCM
- Erdos カシミアセーターTVCM
- 野村不動産 PROUD TVCM メノルカ編（編曲）
- ニッピコラーゲン化粧品（編曲）

### 舞台
- 『ボイラーマンの妻』リーディング公演
- 『コーパス・クリスティ』
- 『アップル・ツリー』編曲、ピアノ（城田優演出）
- 弘兼憲史・四季のドラマ オーディオドラマシアター『黄昏流星群』